# Тодд, Майкл (младший)
Майкл, чаще Майк Тодд (англ. Michael Todd, Jr.; 1929—2002) — американский продюсер, сын Майкла Тодда от брака с первой женой.

## Биография
Родился 8 октября 1929 года в Лос-Анджелесе, Калифорния.
Тодд-младший был вице-президентом компании своего отца — Cinerama. Также известен как автор новационного формата Smell-O-Vision, используемого в 1960 году для проката фильма «Запах тайны» и аттракционов на крупных выставках, в частности, New York World’s Fair в 1964 году под названием «America, Be Seated».
Умер от рака лёгких 5 мая 2002 года в графстве Карлоу, Ирландия. Тело было кремировано в Дублине, место захоронения неизвестно.
Был дважды женат: Сара Джейн Уивер (англ. Sarah Jane Weaver, 1953—1972) и Сьюзен Маккарти (англ. Susan McCarthy, 1972—2002). От первого брака у него было шестеро детей: Сайрус, Сьюзен, Сара, Элиза, Дэниел и Оливер; от второго двое: Дэл и Джеймс.
В 1983 году вместе с женой написал книгу о своём отце — A Valuable Property: The Life Story of Michael Todd (ISBN 0-87795-491-7).